# Hanuman Tibba
Der Hanuman Tibba ist ein Berg im Westhimalaya im indischen Bundesstaat Himachal Pradesh.
Der 5932 m (nach anderen Quellen 5892 m) hohe Hanuman Tibba liegt in der Pir-Panjal-Bergkette. Der Berg liegt 18 km nordwestlich der Stadt Manali an der Distriktgrenze von Kangra im Westen und Kullu im Osten.
An der Nordostflanke des Hanuman Tibba entspringt der Beas.
Entlang der Südflanke strömt ein Gletscher nach Westen und speist den Oberlauf des Ravi.
Der Hanuman Tibba wurde im Jahr 1912 von C.G. Bruce und Heinrich Fuhrer erstbestiegen. Eine weitere Besteigung des Berges fand erst wieder im Jahr 1966 statt.